# Vasîlivka, Fastiv
Vasîlivka (în ucraineană Василівка) este un sat în comuna Velîki Huleakî din raionul Fastiv, regiunea Kiev, Ucraina.

## Demografie
Componența lingvistică a localității Vasîlivka
     Ucraineană (100%)
Conform recensământului din 2001, toată populația localității Vasîlivka era vorbitoare de ucraineană (100%).